# Марков, Пётр Андреевич
Пётр Андреевич Марков (13 июля 1905 — 8 марта 1983) — командир партизанского отряда имени Ворошилова Черниговско-Волынского партизанского соединения, старший лейтенант, Герой Советского Союза.

## Биография
Родился 13 июля 1905 года в селе Юрасово ныне Севского района Брянской области в семье крестьянина.
Русский. Член ВКП(б) с 1929 года. Образование неполное среднее.
Работал шахтером на Изваринском руднике Ворошиловградской области. В 1927—1930 служил в Красной Армии. Затем работал председателем колхоза, директором спиртовых заводов в Севском, Стародубском районах.
В августе 1941 года Марков был назначен комиссаром истребительного батальона, на базе которого он создал злынковский районный партизанский отряд, который совместно с отрядом А. Ф. Фёдорова активно действовал на железной дороге Брянск—Гомель (в 1942 отряд вошёл в состав Черниговско-Волынского партизанского соединения и стал называться отрядом имени Ворошилова).
В марте — мае 1943 отряд принимал участие в рейде с Черниговщины на Волынь, а в июле — августе в районе Ковельского железнодорожного узла пустил под откос 39 вражеских эшелонов с живой силой и боевой техникой. В ходе боёв Марков показал себя смелым воином и умелым организатором.
Звание Героя Советского Союза присвоено 2 мая 1945 года.
После войны старший лейтенант Марков — в отставке. Жил в пгт Локоть Брасовского района Брянской области. Работал на Брасовском спиртовом заводе.
Умер 8 марта 1983 года.

## Награды
- Герой Советского Союза, медаль «Золотая Звезда» № 7531.
- Орден Ленина.
- Орден Красного Знамени.
- Медали СССР.

## Память
Имя П. А. Маркова носит Локотская средняя образовательная школа № 1.